# Chrześcijaństwo w Brunei

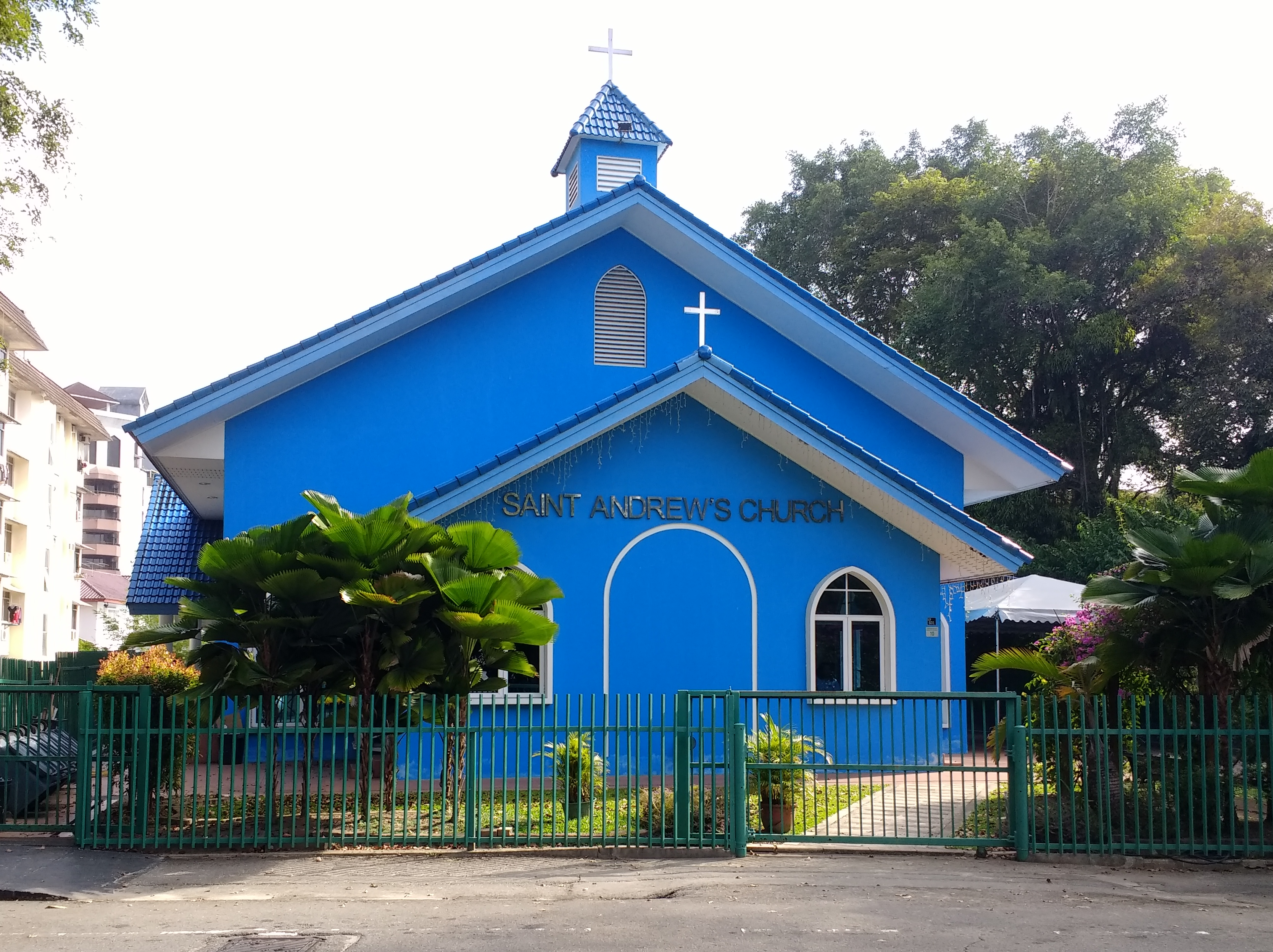
Kościół św. Andrzeja w Bandar Seri Begawan, Brunei.

Chrześcijaństwo w Brunei jest religią mniejszości wyznawaną przez około 10% społeczeństwa, czyli około 40 000 ludzi. Kontakty z innymi chrześcijanami są jednak zakazane, podobnie jak publiczne demonstrowanie przynależności religijnej czy obchodzenie świąt takich jak na przykład Boże Narodzenie. Również działalność misjonarska względem muzułmanów jest surowo zabroniona, podobnie jak zawieranie związków małżeńskich między chrześcijanami a wyznawcami islamu. Jeśli państwo nie uznaje jakiegoś wyznania, jego członkowie mogą zostać uwięzieni. Na terenie Brunei działa Apostolski Wikariat Brunei na czele którego stoi biskup Cornelius Sim. Podlegają trzy parafie.